# Kehrli (Haslital und Brienz)

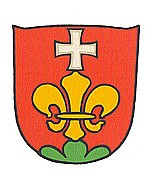
Wappen Kehrli (von Gadmen), um 1720

Die Familie Kehrli bzw. Kerli ist seit spätestens 1303 im Haslital nachzuweisen.

## Geschichte
Der Familienname erscheint urkundlich erstmals im Jahr 1303 in der dem Reich angehörenden Talschaft Hasli. Durch Naturkatastrophen bedingte Wüstungen im Haslital liessen die Bewohner vieler heute nicht mehr existierender Ortschaften im 14. und 15. Jahrhundert abwandern. Vielleicht haben diese Umstände dazu geführt, dass Träger des Familiennamens Kerli auch andernorts auftraten, während die zahlreichsten Namensträger heute im Oberhasli und in Brienz zu finden sind.

## Personen
- Johannes Kehrli, Schulmeister, Begründer des Hotels Giessbach bei Brienz